# Sky TV
Sky TV (hojně známá jen jako Sky) je největší evropská satelitní platforma. Působí ve Velké Británii a v Irsku a nabízí svým zákazníkům placené Direct-to-Home služby. Platforma vysílá z „britské“ satelitní pozice 28°E, která ale přesněji obsahuje satelity na pozici 28,2°E (Astra) a 28,5°E (Eurobird). Platforma dnes vysílá pouze digitálně, analogové vysílání Sky skončilo v roce 2001. V listopadu 2010 dosáhla platforma počtu 10 000 000 zákazníků. V současné době má 10 742 000 zákazníků.

## Historie

### Historie vysílání
BSkyB spustila provoz v roce 1989 pod názvem Sky Television. BSkyB je vlastněná News Corporation Ruperta Murdocha. V listopadu 1990 se Sky Television sloučila s rivalem British Satellite Broadcasting do nové společnosti British Sky Broadcasting. (De facto Sky Television soupeře British Satellite Broadcasting pohltila z důvodu menšího počtu zákazníku BSB z důvodu vysílání na tehdy méně dostupném satelitu Marco Polo.)
Po ukončení analogového vysílání začalo Sky Digital po technických testech oficiálně vysílat 1. října 1998. Od počátku bylo dostupných 140 digitálních kanálů. Nejprve byl k vysílání použit nový satelit Astra 2A, který umožnil vysílat pouze na území Velké Británie a Irska, kvůli masivnímu rozšiřování programové nabídky se však později přesunula i na satelity Eurobird.
BSkyB začala šířit v květnu 2006 jako jedna z prvních v Evropě také televizi ve vysokém rozlišení obrazu.

### Historie Skyboxů

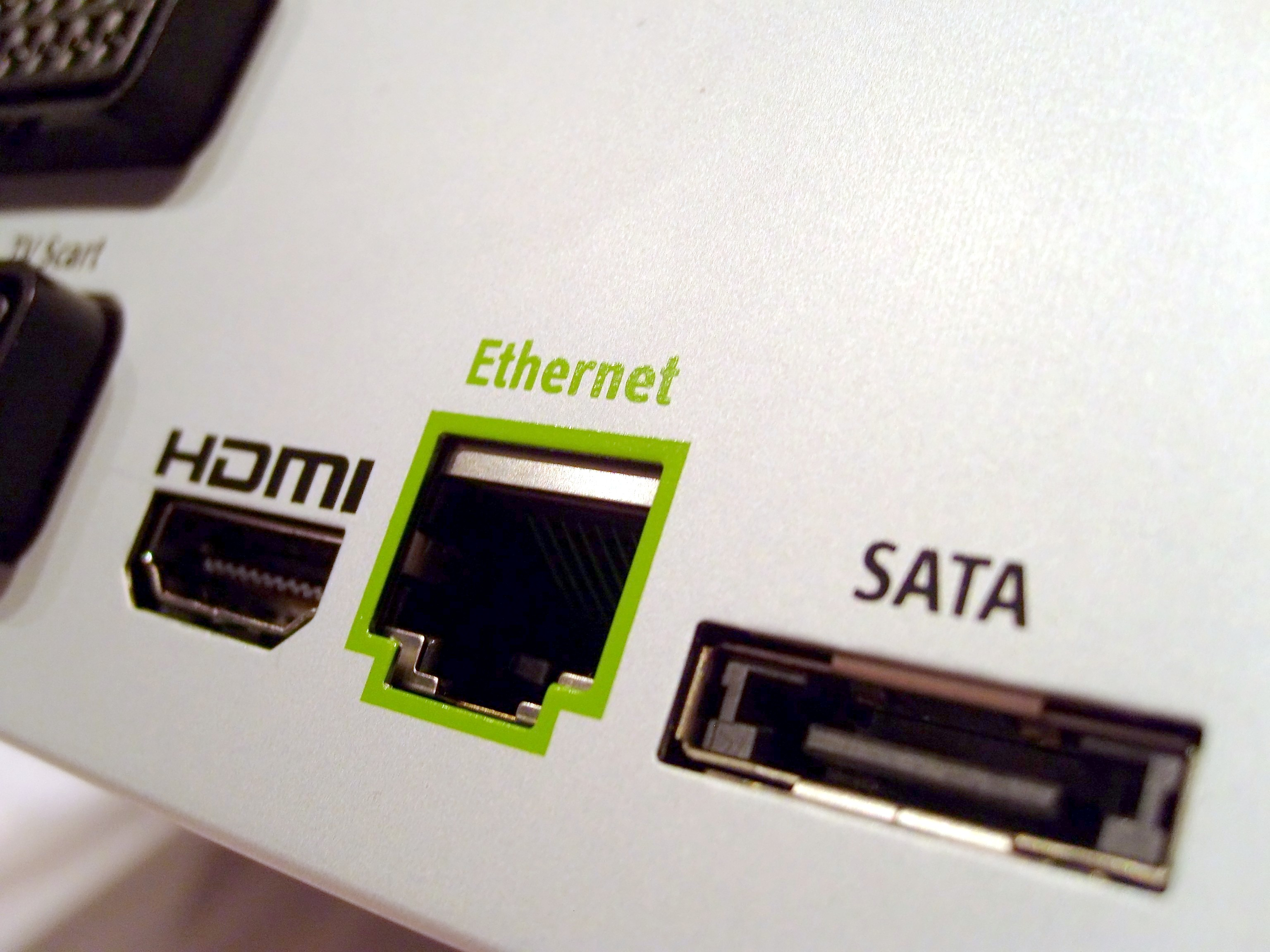
Nové Sky^{+}HD boxy již obsahují i ethernetové rozhraní.

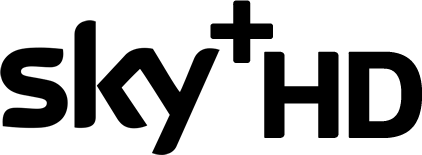
Sky^{+}HD logo

Sky DigiboxPři spuštění platformy dostal divák ke sledování tzv. Digibox, což byl jednoduchý satelitní set-top box umožňující příjem kanálů s kódováním systémem Videoguard, který se používá dodnes.
Sky+V roce 2001 byl představen nový Sky+ box. Jedná se v podstatě o Sky Digibox, který je vylepšen o možnost nahrávání.
Sky+HDV roce 2006 byl ke stávajícímu Sky+boxu přidán i Sky+HD box, který umožňuje nahrávat dvojnásobné množství pořadů než Sky+ box a umožňuje příjem programů v HD. V únoru 2010 byl také představen nový Sky+HD box 2 TB s pevným diskem o kapacitě 2 TB. Od roku 2010 již dostává Sky+HD box každý zákazník.

## Programová nabídka
Při podpisu smlouvy obdrží každý zákazník Sky+HD box, speciální parabolu- minidish, montáž a musí si vybrat některý z programových balíků. Navíc obdrží programy, které jsou vysílány volně, tzv. FTA programy (z anglického Free To Air - "volně šiřitelný vzduchem").

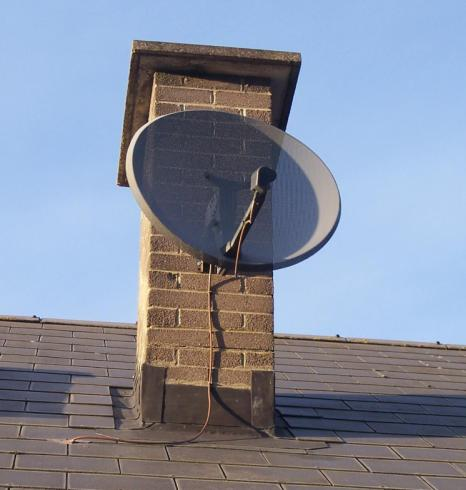
Sky Minidish

### FTA kanály
Mezi volně šiřitelné kanály FTA patří například:
- BBC One
- BBC Two
- ITV
- Channel 4
- Channel 5
- BBC Three
- BBC Four
- ITV2
- ITV3
- ITV4
- BBC News
- Bet
- CBS Reality
- Scuzz
- Sky News
- 8 HD kanálů

### FTV kanály
FTV kanály jsou kanály, k jejichž příjmu je třeba přístupové karty, ale jsou zdarma, v nabídce Sky jsou tyto:
- Pick TV
- Pick TV+1 (posunutá verze kanálu Pick TV o jednu hodinu)
- Channel 4 HD
- Five USA
- Five USA +1
- Fiver
- Fiver +1
- Viva
- LFC TV
- Sky Box Office Preview Channel
- Sky Venue
- Sky HD Retail Info
- Sky Retail Info

### Programové balíky
BSkyB v současné době nabízí 3 základní programové balíky a několik balíků prémiových. Základní balík, nejnižší možná varianta, je Sky Entertainment, který nabízí zhruba 40 základních zábavních a lifestylových kanálů. Vyšší varianta, Sky Entertainment Extra nabízí navíc i dokumentární, dětské, hudební, zpravodajské a sportovní kanály (celkem zhruba 90 kanálů). Nejvyšší varianta, Sky Entertainment Extra + nabízí navíc 48 kanálů ve vysokém rozlišení obrazu.

### Prémiové kanály
Prémiové kanály jsou roztříděny do 2 hlavních žánrů - filmové a sportovní.

#### Sky Movies
Sky Movies jsou filmové kanály přímo od společnosti BSkyB. Daly by se přirovnat k českým kanálům HBO.

#### Sky Sports
Sky Sports jsou sportovní kanály společnosti BSkyB. Tyto kanály jsou známé tím, že vlastní vysílací práva na většinu sportů.

#### Stand Alone kanály
Stand Alone kanály jsou kanály, za které se platí samostatně.

Ve Sky jsou dostupné tyto:
- ESPN
- MUTV
- Chelsea TV
- Disney Cinemagic
- MGM HD

#### PPV kanály
PPV (pay-per-view) kanály jsou kanály, které nabízejí např. nové filmy a u nichž se platí za zhlédnutí např. filmu.
Sky má takovou nabídku pod názvem Sky Movies Box Office.

## HD vysílání
BSkyB nabízí největší počet kanálů ve vysokém rozlišení v Evropě, téměř 70. Tato služba má již více než 4.500.000 uživatelů, a je dostupná pouze zákazníkům se Sky+HD.

## 3D TV
BSkyB chce být průkopníkem 3D vysílání v Evropě - 3. dubna 2010 spustil první 3D kanál v Evropě, který začal zápasem Premier League: Manchester United a Chelsea.
Dne 31. ledna 2010 toto vysílání otestovala v některých britských hospodách uvedením sportovního zápasu ve 3D.První evropský 3D kanál bude dostupný všem zákazníkům se Sky World HD.

## EPG

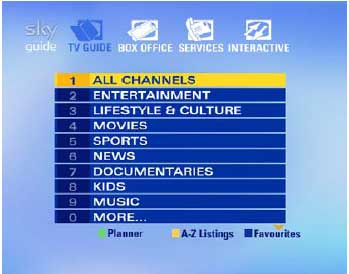
Ukázka Sky Guide u přijímačů Sky+

EPG je vysíláno u všech programů. Sky vytvořilo revoluční EPG - Sky Guide,ze kterého je možné označit pořad přímo na nahrávání, nebo lze použít tzv. Series link, který nahraje celé série.